# Богомолова, Ольга Борисовна
О́льга Бори́совна Богомо́лова (род. 28.02.1964, Ленинград) — российский педагог, доктор педагогических наук, Почетный работник сферы образования Российской Федерации, Заслуженный учитель города Москвы (2018), лауреат конкурса «Учитель года-2003» городского управления департамента образования города Москвы в номинации «Учитель информатики», дважды лауреат конкурса «Грант Москвы» в области наук и технологий в сфере образования (в 2004 и 2010), двукратный победитель конкурса лучших учителей Российской Федерации в рамках приоритетного национального проекта «Образование» (в 2006 и 2012).

## Биография
В 1970—1980-е годы пятикратная[уточнить] чемпионка СССР в женском многоборье.
В 1987 году окончила Ленинградский Балтийский университет имени Д. Ф. Устинова («Военмех»), приборостроительный факультет (специальность «Разработка роботов и летательных аппаратов»).
В 1995 году окончила Ленинградский государственный педагогический университет имени А. И. Герцена (специальность «Учитель общетехнических дисциплин»).
С 1992 года работает учителем информатики, математики и логики. Общий педагогический стаж — более 25 лет, высшая квалификационная категория.
В 2006 году защитила диссертацию с присвоением степени кандидата педагогических наук. Преподаватель кафедры точных наук и инновационных технологий Московского государственного гуманитарного университета имени М. А. Шолохова (2008—2014).
В 2009 году защитила диссертацию на учёную степень доктора педагогических наук.
Учитель информатики и математики высшей категории ГБОУ Школа № 1360, Восточный округ города Москвы. Преподаватель курсов по подготовке к ОГЭ и ЕГЭ..

## Звания и премии
- Почетный работник сферы образования Российской Федерации (2016).
- Заслуженный учитель города Москвы (2017).
- Лауреат городского конкурса «Учитель года-2002» городского управления департамента образования города Москвы в номинации «Учитель информатики».
- Лауреат конкурса «Грант Москвы» в области наук и технологий в сфере образования города Москвы (2003).
- Победитель конкурса лучших учителей Российской Федерации в 2005 году.
- Лауреат конкурса «Грант Москвы» в области наук и технологий в сфере образования города Москвы в 2009 году.